# Graham Hill
Norman Graham Hill (15. února 1929 Londýn – 29. listopadu 1975 Arkley, Barnet, Londýn) byl anglický pilot Formule 1, dvojnásobný mistr světa z let 1962 a 1968. Je také dodnes jediným jezdcem, který dokázal vyhrát tzv. Triple Crown of Motosport:
- 500 mil Indianapolis (1966)
- 24 hodin Le Mans (1972)
- Grand Prix Monaka (1963, 1964, 1965, 1968, 1969)

Období jeho největší slávy spadá do 60 let, kdy se stal dvakrát mistrem světa ve formuli 1 a s Jimem Clarkem tvořil nejvýraznější závodnickou dvojici šedesátých let. Do dějin automobilového sportu se kromě titulů mistra světa a vítěze Indy a Le Mans zapsal především jako král Monaka. V šedesátých letech tam zvítězil pětkrát. Během 18 sezón absolvoval 179 závodů Velkých cen.
Jméno Hill se ve formuli 1 objevilo třikrát. Kromě Grahama Hilla v ní úspěšně působil i jeho syn Damon Hill (mistr světa 1996, vicemistr světa 1994, 1995) a dále Phil Hill, mistr světa z roku 1961, který však nebyl s Grahamem v žádném příbuzenském poměru a byl jeden z dvou mistrů světa z USA.

## Život
Narodil se v londýnské čtvrti Hampstead a po absolvování průmyslové školy nastoupil jako mechanik u firmy Smith a syn. V mládí se aktivně věnoval veslování. Od roku 1952 byl členem veslařského klubu London Rowing Club a s posádkou osmiveslice dosáhl svých prvních sportovních úspěchů. Barvy a design London Rowing Clubu Hill později použil pro svou helmu jako automobilový závodník: tmavě modrou s bílými vesly.
V roce 1953 složil řidičské zkoušky a s přispěním peněz od rodičů si koupil svůj první automobil značky Morris. S čerstvým řidičským průkazem si ve dvacetičtyřech letech poprvé vyzkoušel jízdu na závodním okruhu v Brands Hatch s vozem Cooper 500 Formule 3, kde za 5 šilinků mohl absolvovat jedno kolo. Tento zážitek ho přivedl k rozhodnutí stát se automobilovým závodníkem.
Začátkem roku 1954 dal výpověď u firmy Smith a registroval se na úřadu práce jako nezaměstnaný. Současně pomáhal jako mechanik závodních vozů formule 3 v malé dílně při závodnické škole. Její majitel mu jako odměnu za práci umožnil startovat v závodě, který se konal 27. dubna 1954 na okruhu v Brands Hatch. Graham Hill ve voze Cooper-JAP 500 dojel v jedné z rozjížděk na druhém místě, celkově skončil čtvrtý.
V následujících letech Hill příležitostně startoval v závodech s vypůjčenými vozy. Na základě dobrých výsledků dostal v roce 1957 nabídku jezdit za odměnu padesáti procent z výher. Získal pozvání do týmu Johna Coopera jako třetí jezdec ve formuli 2 a absolvoval tam jeden závod, ve kterém zanechal velmi dobrý dojem. Upoutal pozornost Colina Chapmana, který ho angažoval pro zbytek roku a celou sezónu 1958 jako závodního jezdce stáje Lotus. 
V roce 1955 se Hill oženil s Bette, kterou poznal ve veslařském klubu. Měli spolu dvě dcery, Brigitte a Samanthu, a syna Damona, který se později také stal mistrem světa formule 1.

## Závodní kariéra
Kariéra Grahama Hilla začala poměrně v pozdním věku. Je spojena s dalším slavným Britem Colinem Chapmanem, majitelem a konstruktérem stáje Lotus. S vozem Lotus Climax se také poprvé představil v závodě formule 1, a to v roce 1958 na Velké ceně Monaka. Právě tato velká cena byla do budoucna jeho doménou, vyhrál ji celkem pětkrát. Při svém debutu však skončil havárií ze čtvrtého místa. Vozidla Lotus však na konci 50. let byla poměrně nespolehlivá a tak Graham Hill, přes nevůli Colina Chapmana, Lotus opustil a od roku 1960 přešel ke stáji BRM. Ani u této stáje se ale úspěch zpočátku nedostavil a po dvou sezónách byl Graham Hill stále bez vítězství v závodě mistrovství světa F1.
Hned v prvním závodě roce 1962 však zvítězil ve Velké ceně Holandska a stal se i mistrem světa za rok 1962. O titulu rozhodl až poslední závod v GP Jižní Afriky, kdy jeho největší soupeř Jim Clark odpadl z první pozice a Graham Hill se stal šampiónem. Dramatičnost způsobil také tehdejší bodový systém: z devíti závodů se započítávalo jen pět nejlepších výsledků. To zavinilo, že ač měl před posledním závodem Hill 9 bodů náskok, Clark se mohl stát mistrem. Nakonec porucha Clarkova vozu přinesla Hillovi nejen titul, ale i čtvrté vítězství v roce a kariéře vůbec.

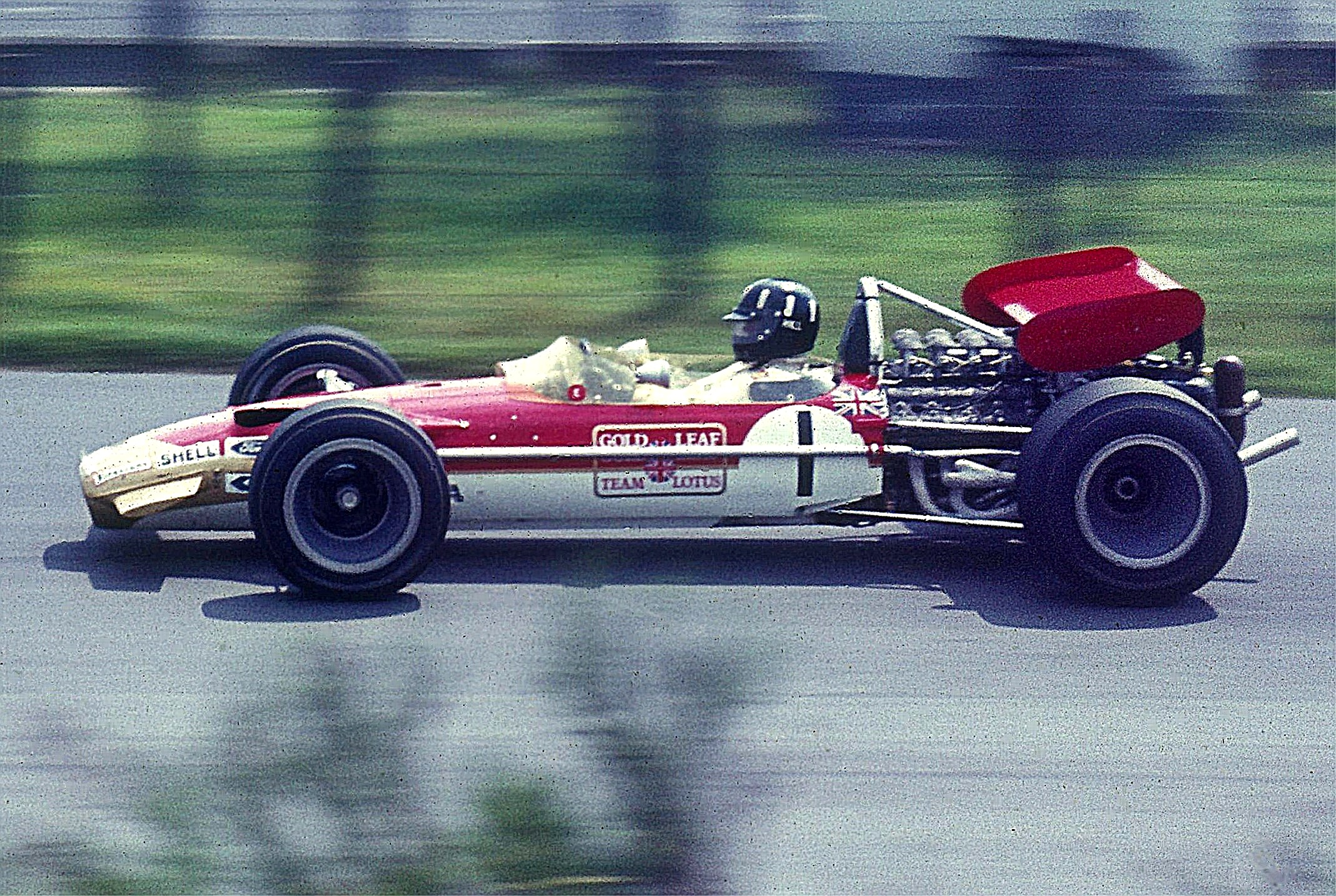
Hill v Lotusu na Nürburgringu v roce 1969

Na uvedený bodovací systém doplatil Graham Hill v roce 1964, kdy sice získal nejvíce bodů, ale mistrem se stal John Surtees, mnohonásobný motocyklový šampión. Roky 1963 a 1965 patřily jeho největšímu rivalovi Jimu Clarkovi. Rok 1966 patřil Jacku Brabhamovi, Graham Hill však dokázal zvítězit na legendárních 500 mil Indianopolis.
V roce 1967 se vrátil ke stáji Lotus. V tomto roce nebyl ještě Lotus ve vrcholné formě, ale měl již nejsilnější jezdeckou dvojici Clark, Hill. Rok 1968 byl rokem Lotusu, ale bohužel také rokem tragické nehody Jima Clarka v Hockenheimu. Graham Hill se tak stal jedničkou týmu a mistrem světa za rok 1968. O titulu rozhodl až poslední závod v Mexiku, který Hill vyhrál a svým největším soupeřům Stewartovi a Hulmovi nedal šanci. V roce 1969 vyhrál svůj poslední závod ve F1 v GP Monaka, kterou ten rok vyhrál popáté. Téhož roku zažil dvě havárie, po druhé havárii zůstal dočasně upoután na vozík, když si při závodu v americkém Watkins Glen zlomil obě nohy.
Nastupovala však již nová generace a Hilla zastínil nejen Jackie Stewart, ale i jeho stájový kolega Jochen Rindt. Graham Hill závodil pak až do roku 1975, avšak ve F1 bez větších úspěchů. Kariéru zakončil ve vlastní stáji Hill-Lola, když se v roce 1975 nedokázal kvalifikovat do svého oblíbeného závodu v Monaku. V roce 1972 však vyhrál závod 24 hodin Le Mans.
Závěr jeho života byl podobný jako u jeho dvou kolegů – mistrů světa – jezdících v 60. letech 20. stol. ve stáji Lotus. Jim Clark a Jochen Rindt zahynuli tragicky na závodní dráze, Graham Hill při havárii letadla. Dne 29. listopadu 1975 jeho letadlo Pipper narazilo v noci a v husté mlze do stromu při nepovedeném přistávacím manévru blízko letiště Elstree u Arkley v londýnské čtvrti Barnet. Spolu s Hillem zahynuli čtyři mechanici a mladý nadějný jezdec Tony Brise z Hillova závodního týmu.
Hillův pohřeb se konal v opatství St. Albans. Graham Hill je pohřben na hřbitově St. Botolph's v Shenleybury.